# Puxieux
 Puxieux  es una población y comuna francesa, en la región de Lorena, departamento de Meurthe y Mosela, en el distrito de Briey y cantón de Chambley-Bussières.

## Demografía
| 159 | 176 | 146 | 120 | 140 | 179 | 245 | 253 | 242 |
| Para los censos de 1962 a 1999 la población legal corresponde a la población sin duplicidades (Fuente: INSEE [Consultar]) |     |     |     |     |     |     |     |     |